# Jovellana
Jovellana é um género botânico pertencente à família Calceolariaceae.

## Espécies
| - Jovellana albula - Jovellana guentheri - Jovellana petiolaris - Jovellana punctata - Jovellana repens | - Jovellana scapiflora - Jovellana sinclairii - Jovellana sturmii - Jovellana triandra - Jovellana violacea |